# Robert Peric
Robert Peric, född 28 maj 1969 i Göteborg, är en svensk entreprenör. Efter att ha startat en sushibar 1995 skapade han franchisekedjan Sushi & Soda som fanns representerad på ett flertal orter runt om i Sverige. Varumärket såldes efter ett par framgångsrika år, och därefter startade Peric flygbolaget Eastjet som flög till Thailand. Bolaget blev kort efter starten vilande.
Robert Peric grundade även 2002 Göteborgsföretaget Scandjet, som specialiserade sig på lågpris- och charterflygningar till Kroatien vid Adriatiska havet, och sedermera Olympic Jet som anordnar flygresor till Grekland.
Under åren har Peric förekommit i svensk och internationell press, och bland annat omskrivits av massmedia i samband med rättegångar gällande verksamhet i företagen Lector, Eastjet AB och EU-apoteket. I oktober 2005 häktades Peric misstänkt för skattebrott och bokföringsbrott med koppling till Eastjet, där han var verkställande direktör. I januari 2006 dömdes Peric av Göteborgs tingsrätt till 2,5 års fängelse samt näringsförbud i 5 år för grovt skattebrott, grovt försvårande av skattekontroll och grovt bokföringsbrott efter turerna kring EastJet.